# Бірмінгем (округ Гантінгдон, Пенсільванія)
Бірмінгем (англ. Birmingham) — місто (англ. borough) в США, в окрузі Гантінгдон штату Пенсільванія. Населення — 89 осіб (2020).

## Географія
Бірмінгем розташований за координатами 40°38′50″ пн. ш. 78°11′44″ зх. д. / 40.64722° пн. ш. 78.19556° зх. д. (40.647154, -78.195685).  За даними Бюро перепису населення США в 2010 році місто мало площу 0,16 км², уся площа — суходіл.

## Демографія
Згідно з переписом 2010 року, у селищі мешкало 90 осіб у 42 домогосподарствах у складі 24 родин. Густота населення становила 553 особи/км².  Було 45 помешкань (277/км²).
Расовий склад населення:
| - 97,8 % — білих - 1,1 % — азіатів - 1,1 % — осіб інших рас |

До двох чи більше рас належало 0,0 %. Частка іспаномовних становила 6,7 % від усіх жителів.
За віковим діапазоном населення розподілялося таким чином: 15,6 % — особи молодші 18 років, 64,4 % — особи у віці 18—64 років, 20,0 % — особи у віці 65 років та старші. Медіана віку мешканця становила 45,3 року. На 100 осіб жіночої статі у селищі припадало 95,7 чоловіків;  на 100 жінок у віці від 18 років та старших — 90,0 чоловіків також старших 18 років.
Середній дохід на одне домашнє господарство  становив 67 521 долар США (медіана — 56 250), а середній дохід на одну сім'ю — 74 513 долари (медіана — 62 500). За межею бідності перебувало 3,7 % осіб, у тому числі 3,7 % дітей у віці до 18 років та 4,5 % осіб у віці 65 років та старших.
Цивільне працевлаштоване населення становило 55 осіб. Основні галузі зайнятості: освіта, охорона здоров'я та соціальна допомога — 69,1 %, публічна адміністрація — 9,1 %, мистецтво, розваги та відпочинок — 7,3 %.